# Tobias Hansen
Tobias Aagard Hansen (Odense, 10 maart 2002) is een Deens wielrenner die zowel op de baan als op de weg actief is. Anno 2025 rijdt hij bij de Deense wielerploeg Team ColoQuick.

## Carrière
Op de Europese kampioenschappen baanwielrennen behaalde Hansen meerdere medailles op de ploegenachtervolging. In 2024 won hij zijn eerste gouden medaille op een individueel onderdeel op het Europese kampioenschap, namelijk bij de afvalkoers. Van 2021 tot en met 2023 won hij goud op het omnium bij de Deense kampioenschappen baanwielrennen.
Op de weg is zijn grootste succes een etappe-overwinning in de Baltic Chain Tour, toen hij in 2022 de derde etappe won voor Martin Laas.

## Palmares

### Op de baan
| Jaar  | DK                   | EK                                                                 | WK                                                       | Overige |       |
| Elite | Elite                | Elite                                                              | Elite                                                    | Elite | Elite |
| ----- | -------------------- | ------------------------------------------------------------------ | -------------------------------------------------------- | --- | ----- |
| 2019  | scratch              |                                                                    |                                                          | |       |
| 2020  | koppelkoers          |                                                                    |                                                          | |       |
| 2021  | omnium · puntenkoers | ploegenachtervolging                                               | 4e ploegenachtervolging 8e scratch 12e afvalkoers        | |       |
| 2022  | omnium · scratch     | ploegenachtervolging · 8e koppelkoers · 9e afvalkoers · 10e omnium | ploegenachtervolging · 9e afvalkoers                     | |       |
| 2023  | omnium · koppelkoers | 5e puntenkoers 7e afvalkoers 9e koppelkoers                        | 7e scratch 23e afvalkoers                                | Genève: · afvalkoers · omnium · scratch · 5e koppelkoers · Aigle: · scratch · 4e omnium · 5e afvalkoers · 6e puntenkoers |       |
| 2024  |                      | afvalkoers · ploegenachtervolging · scratch                        | afvalkoers · ploegenachtervolging · scratch · 12e omnium | Olympische Spelen: · ploegenachtervolging                                                                                |       |
| 2025  |                      | ploegenachtervolging                                               |                                                          | |       |

#### Zesdaagsen
| Nr. | Jaar | Zesdaagse van | Samen met      |
| --- | ---- | ------------- | -------------- |
| 1   | 2024 | Rotterdam     | Michael Mørkøv |

### Op de weg
2022
3e etappe Baltic Chain Tour

## Ploegen
- 2021 –  Uno-X Dare Development Team
- 2022 –  Uno-X Dare Development Team
- 2023 –  Leopard Pro Cycling
- 2024 –  BHS-PL Beton Bornholm
- 2025 –  Team ColoQuick